# Ceppo Morelli
Ceppo Morelli (piemontiul: Ciach Moril) település Olaszországban. Lakosainak száma 301 fő (2023. január 1.). Ceppo Morelli Bannio Anzino, Carcoforo, Macugnaga, Vanzone con San Carlo, Antrona Schieranco és Saas-Almagell községekkel határos.

## Népesség
A település népességének változása:
| Lakosok száma | 313  | 302  | 301  |
|               | 2017 | 2018 | 2023 |